# بين باكر
بين باكر (بالهولندية: Ben Bakker)‏ (و. 1931 – م) هو سياسي، من مملكة هولندا، هو عضوٌ في حزب النداء الديمقراطي المسيحي.

## مناصب
تولى منصب عضو مجلس النواب من هولندا.